# Gouvernement Albanese II
 (mai 2025).
Si vous disposez d'ouvrages ou d'articles de référence ou si vous connaissez des sites web de qualité traitant du thème abordé ici, merci de compléter l'article en donnant les références utiles à sa vérifiabilité et en les liant à la section « Notes et références ».
Commonwealth d'Australie
Albanese I 
Le gouvernement Albanese II (en anglais : Second Albanese Ministry) est le gouvernement fédéral du Commonwealth d'Australie depuis le 13 mai 2025, sous la 48e législature de la Chambre des représentants.
Il est dirigé par le travailliste Anthony Albanese, réélu pour un second mandat à la tête du gouvernement à la suite des élections fédérales de 2025. Il se compose de 42 ministres, dont un vice-Premier ministre.
Majoritaire à la Chambre des représentants, il est constitué du seul Parti travailliste (ALP).
Il succède au premier gouvernement Albanese.

## Historique du mandat
Le second gouvernement Albanese prête serment le 13 mai 2025.

## Composition
| Fonction | Titulaire | Titulaire            | Titulaire            | Parti |
| --- | --------- | -------------------- | -------------------- | ----- |
| Membres du cabinet |           |                      |                      |       |
| Premier ministre |           | Anthony Albanese     | Anthony Albanese     | ALP   |
| Vice-Premier ministre Ministre de la Défense |           | Anthony Albanese     | Richard Marles       | ALP   |
| Ministre des Affaires étrangères |           | Penny Wong           | Penny Wong           | ALP   |
| Ministre des Finances |           | Jim Chalmers         | Jim Chalmers         | ALP   |
| Ministre du Budget Ministre du Service public Ministre des Femmes Ministre des Services gouvernementaux Vice-présidente du Conseil exécutif fédéral |           | Katy Gallagher       | Katy Gallagher       | ALP   |
| Ministre du Commerce et du Tourisme Ministre d'État spécial                                                                                         |           | Don Farrell          | Don Farrell          | ALP   |
| Ministre de l'Intérieur Ministre de l'Immigration et de la Citoyenneté Ministre de la Cybersécurité Ministre des Arts                               |           | Tony Burke           | Tony Burke           | ALP   |
| Ministre de la Santé et du Vieillissement Ministre du Handicap et de l'Assurance invalidité                                                         |           | Mark Butler          | Mark Butler          | ALP   |
| Ministre du Changement climatique et de l'Énergie                                                                                                   |           | Chris Bowen          | Chris Bowen          | ALP   |
| Ministre des Infrastructures, des Transports, du Développement régional et des Collectivités locales                                                |           | Catherine King       | Catherine King       | ALP   |
| Ministre de l'Emploi et des Relation au travail |           | Amanda Rishworth     | Amanda Rishworth     | ALP   |
| Ministre de l'Éducation |           | Jason Clare          | Jason Clare          | ALP   |
| Procureure générale |           | Michelle Rowland     | Michelle Rowland     | ALP   |
| Ministre des Services sociaux |           | Tanya Plibersek      | Tanya Plibersek      | ALP   |
| Ministre de l'Agriculture, de la Pêche et des Forêts                                                                                                |           | Julie Collins        | Julie Collins        | ALP   |
| Ministre du Logement Ministre des Sans-abris Ministre des Villes                                                                                    |           | Clare O'Neil         | Clare O'Neil         | ALP   |
| Ministre des Ressources Ministre de l'Australie du Nord                                                                                             |           | Madeleine King       | Madeleine King       | ALP   |
| Ministre de l'Environnement et de l'Eau |           | Murray Watt          | Murray Watt          | ALP   |
| Ministre des Indigènes d'Australie |           | Malarndirri McCarthy | Malarndirri McCarthy | ALP   |
| Ministre des Communications Ministre des Sports |           | Anika Wells          | Anika Wells          | ALP   |
| Ministre de l'Industrie de la défense Ministre des Affaires des îles du Pacifique                                                                   |           | Pat Conroy           | Pat Conroy           | ALP   |
| Ministre des Petites entreprises Ministre du Développement international et des Affaires multiculturelles                                           |           | Anne Aly             | Anne Aly             | ALP   |
| Ministre de l'Industrie et de l'Innovation Ministre des Sciences                                                                                    |           | Tim Ayres            | Tim Ayres            | ALP   |